# Volker Ebers

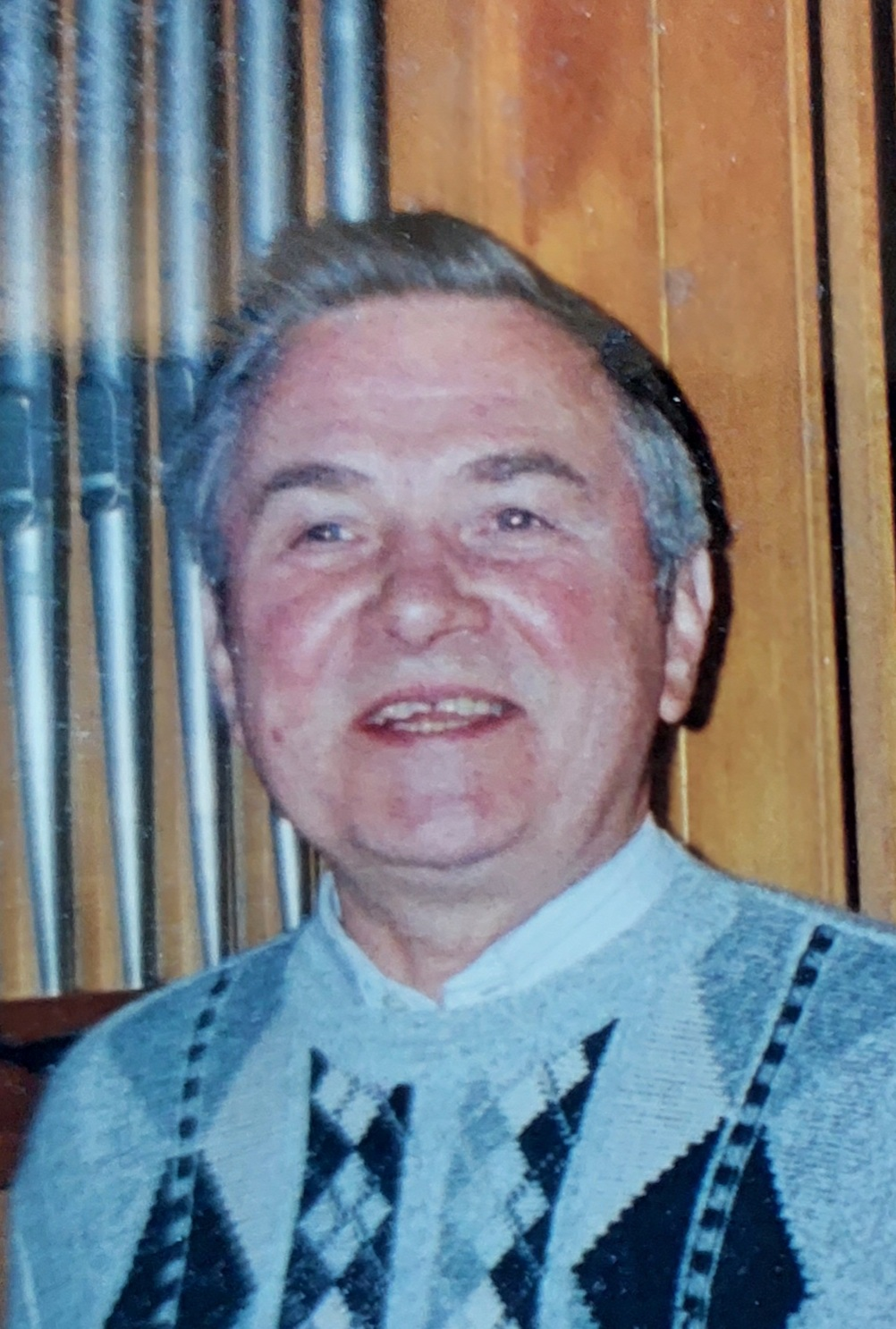
Volker Ebers

Volker Ebers (* 21. Juli 1935 in Hamburg; † 4. November 2010 bei Stade) war ein deutscher Kirchenmusiker.
Ebers studierte Kirchenmusik auf der Schleswig-Holsteinischen Kirchenmusikschule (A-Examen) und Schulmusik in Hamburg. Ab 1967 wirkte er als Kirchenmusiker an der Friedenskirche Düsseldorf. Bis 1977 war er Dozent für Orgelspiel an der Landeskirchenmusikschule. 1977 erfolgte die Ernennung zum Kirchenmusikdirektor. Von 1982 bis 2000 wirkte er gemeinsam mit Wilhelm Wiedenhoff (dieser bis 1991) als Landeskirchenmusikdirektor der Evangelischen Kirche im Rheinland. Sein Nachfolger wurde 2000 Ulrich Cyganek. Neben seiner Organistentätigkeit pflegte er auch das Spiel auf dem Cembalo und der Blockflöte.